# Nicolas Estgen

Nicolas Estgen (28 februari 1930 – 26 december 2019) was een Luxemburgs politicus voor de Chrëschtlech Sozial Vollekspartei. Hij zat in het Europees Parlement van 1979 tot 1994.
Estgen studeerde psychologie en filosofie aan het Universiteit Luxemburg en aan de Sorbonne in Parijs. Vervolgens werkte hij als docent en later rector van de hotelschool in Diekirch alvorens verkozen te worden in het Europees Parlement.
Estgen was ook honorair consul van Burundi en werd onderscheiden met de Orde van de Eikenkroon.